# Гуири, Амин
Ами́н Фери́ Гуири́ (фр. Amine Ferid Gouiri; араб. أمين فريد غويري‎; род. 16 февраля 2000, Бургуэн-Жальё) — алжирский и французский футболист, нападающий клуба «Олимпик Марсель» и сборной Алжира.

## Клубная карьера

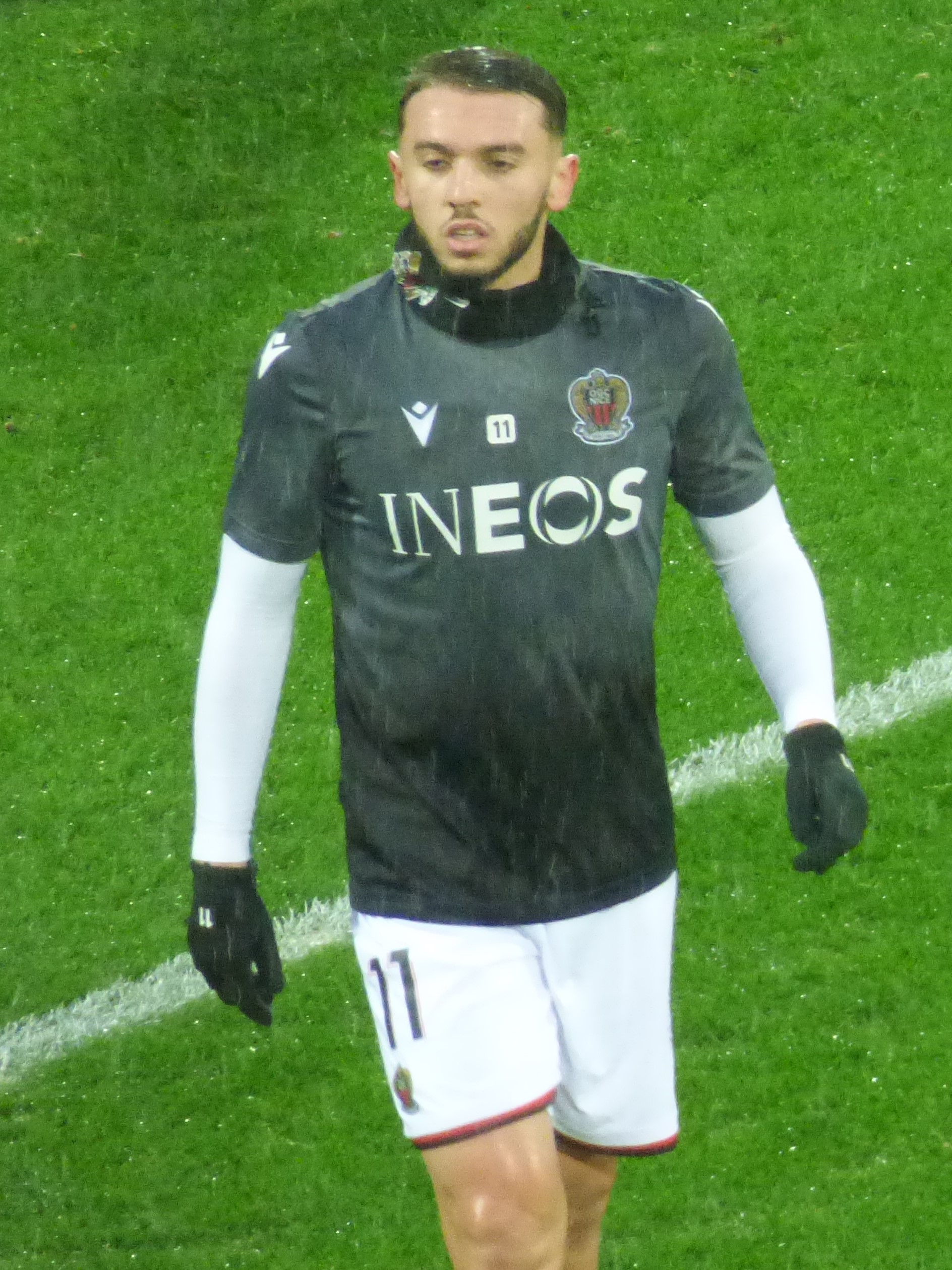
Гуири в составе «Ниццы»

### «Лион»
Гуири — воспитанник клуба «Лион». В 2016 году он начал выступать за команду дублёров. В 2017 году Амин включён в заявку основного состава на сезон. В том же году Гуири вошёл в число шестидесяти самых талантливых молодых футболистов по версии газеты The Guardian. 19 ноября в матче против «Монпелье» он дебютировал в Лиге 1, заменив во втором тайме Танги Ндомбеле.

### «Ницца»
Летом 2020 года Гуири перешёл в «Ниццу». Сумма трансфера составила 7 миллионов евро. Контракт рассчитан до лета 2024 года. 23 августа в матче против «Ланса» он дебютировал за новую команду. В этом же поединке Амин сделал «дубль», забив свои первый голы за «Ниццу». В матчах Лиги Европы против израильского «Хапоэля Беэр-Шевы», леверкузенского «Байера» и пражской «Спарты».

## Карьера в сборной
В 2017 году Гуири в составе юношеской сборной Франции принял участие в юношеском чемпионате Европы в Хорватии. На турнире он сыграл в матчах против команд Испании, Фарерских островов, Шотландии и дважды Венгрии. Амин забил девять мячей и стал лучшим бомбардиром соревнований.
В том же году Гуири принял участие в юношеском чемпионате мира в Индии. На турнире он сыграл в матчах против команд Новой Каледонии, Японии, Гондураса и Испании. В поединках против японцев, каледонцев и гондурасцев Амин забил пять мячей.
В 2018 году в составе юношеской сборной Франции Гуири принял участие в юношеском чемпионате Европы в Финляндии. На турнире он сыграл в матчах против команд Италии, Украины, Турции и Англии. В поединках против турок и англичан Амин забил четыре мяча.
В 2019 году Гуири в составе молодёжной сборной Франции принял участие в молодёжном чемпионате мира в Польше. На турнире он сыграл в матчах против команд Саудовской Аравии, Мали, Панамы и США. В поединках против аравийцев, малийцев и американцев Амин забил 3 гола.
В 2021 году Гуири в составе молодёжной сборной Франции принял участие в молодёжном чемпионате Европы в Венгрии и Словении. На турнире он сыграл в матчах против Дании, России, Исландии и Нидерландов.

## Достижения
Личные
- Лучший бомбардир юношеского чемпионата Европы (9 мячей) — 2017

## Клубная статистика
По состоянию на 21 августа 2022 года
| Выступление      | Выступление      | Выступление      | Лига | Лига | Кубки | Кубки | Еврокубки | Еврокубки | Прочие | Прочие | Итого | Итого |
| Клуб             | Лига             | Сезон            | Игры | Голы | Игры  | Голы  | Игры      | Голы      | Игры   | Голы   | Игры  | Голы  |
| ---------------- | ---------------- | ---------------- | ---- | ---- | ----- | ----- | --------- | --------- | ------ | ------ | ----- | ----- |
| Лион             | Лига 1           | 2017/18          | 7    | 0    | 2     | 0     | 1         | 0         | 0      | 0      | 10    | 0     |
| Лион             | Лига 1           | 2018/19          | 0    | 0    | 0     | 0     | 0         | 0         | 0      | 0      | 0     | 0     |
| Лион             | Лига 1           | 2019/20          | 1    | 0    | 3     | 0     | 1         | 0         | 0      | 0      | 5     | 0     |
| Лион             | Итого            | Итого            | 8    | 0    | 5     | 0     | 2         | 0         | 0      | 0      | 15    | 0     |
| Ницца            | Лига 1           | 2020/21          | 34   | 12   | 2     | 0     | 5         | 4         | —      | —      | 41    | 16    |
| Ницца            | Лига 1           | 2021/22          | 38   | 10   | 5     | 2     | —         | —         | —      | —      | 43    | 12    |
| Ницца            | Лига 1           | 2022/23          | 3    | 0    | 0     | 0     | 1         | 0         | —      | —      | 4     | 0     |
| Ницца            | Итого            | Итого            | 75   | 22   | 7     | 2     | 6         | 4         | —      | —      | 88    | 28    |
| Всего за карьеру | Всего за карьеру | Всего за карьеру | 83   | 22   | 10    | 2     | 8         | 4         | 2      | 0      | 103   | 28    |